# Ingmarsö
Ingmarsö est une île de l'archipel de Stockholm  en Suède,,.

## Géographie
Ingmarsö est une île de la commune d'Österåkers dans l'archipel de Stockholm. 
L'île tire son nom des nombreux lacs qui y existent depuis l'Antiquité.
Il existe encore aujourd'hui de nombreux lacs sur l'île dont les plus notables sont Storträsk, Lillträsk, Bergmar et Maren. 
La pointe occidentale de l'île est constituée par la péninsule de Brottö. 
Il y a environ mille ans, le niveau de la mer était environ cinq mètres plus haut qu’aujourd’hui.
Cela signifie que la majeure partie de ce qui est aujourd’hui Ingmarsö était immergé. 
La masse continentale que nous connaissons aujourd'hui s'est formée à partir des petites îles dispersées qui existaient à l'époque.

## Services
Aujourd'hui, il y a 150 résidents permanents à Ingmarsö. 
Lile compte une trentaine d'entreprises dont un chantier naval, une école de construction navale, un élevage de saumons, une usine de plastique, un siège de taxis, un restaurant, une pharmacie, le Systembolaget, un bureau de poste et une boulangerie.

## Transports
L'île est desservie par les deux lignes passagers Waxholmsbolaget et Cinderellabåtarna et par un bateau-taxi. 
Les débarcadères se trouvent à Ingmarsö Södra et Ingmarsö Norra.
Il est possible de louer des vélos, des bateaux et des kayaks pour explorer l'île et ses environs. 
Depuis la jetée sud, des randonnées sont proposées sur le sentier de promenade en bateau traversant Kålgårdsön en direction de Finnhamn.

## Galerie

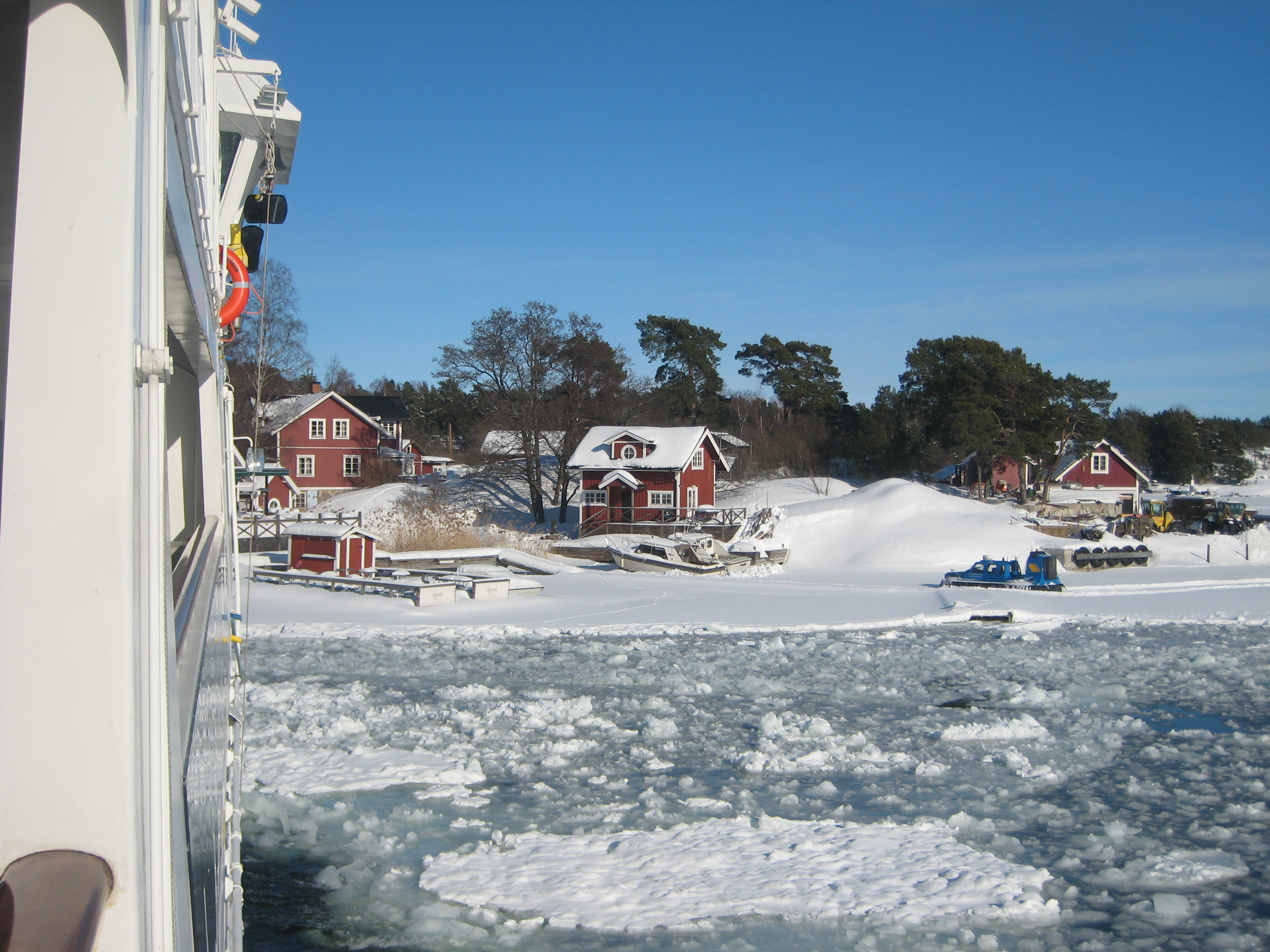
Ingmarsö.
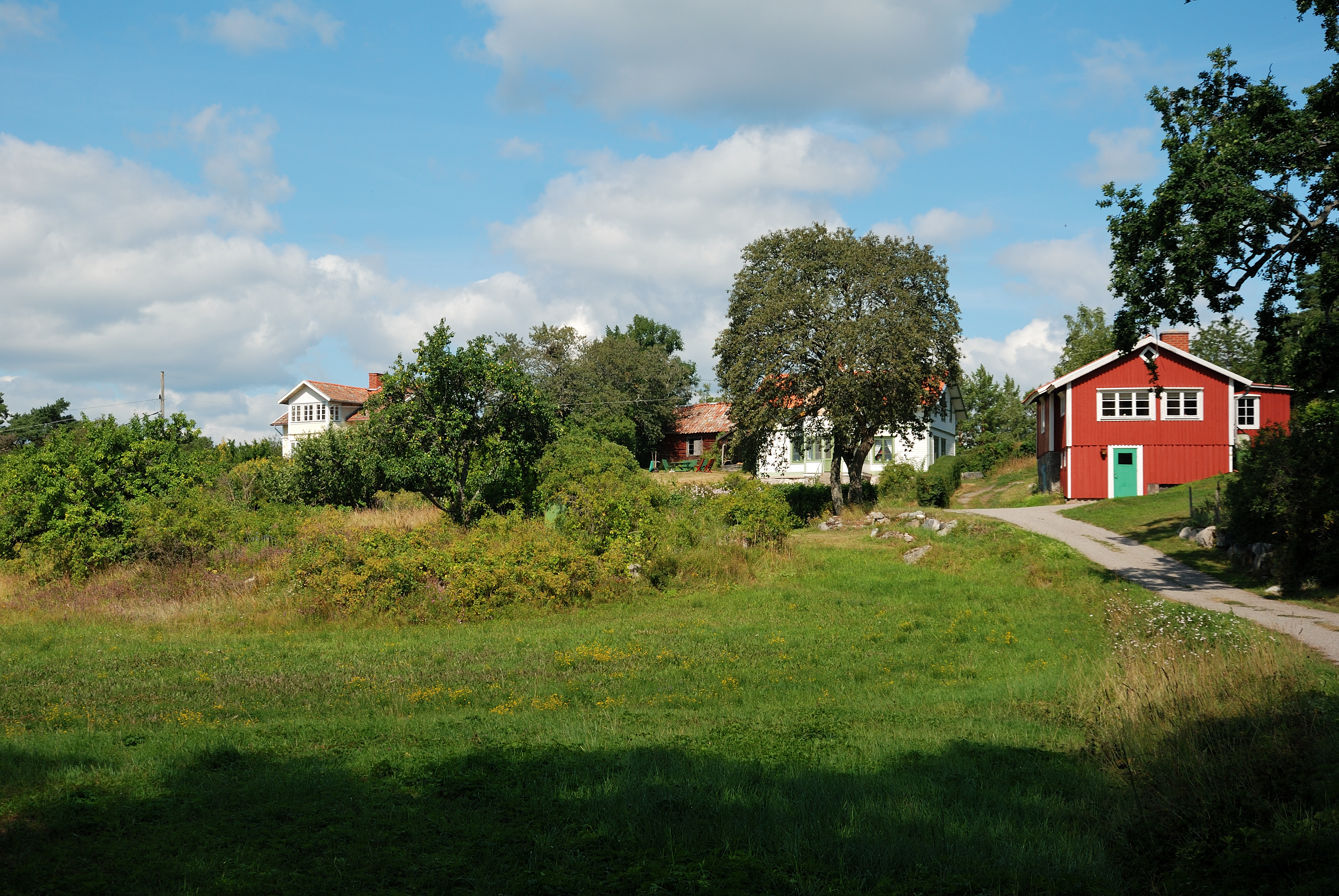
Brottö.
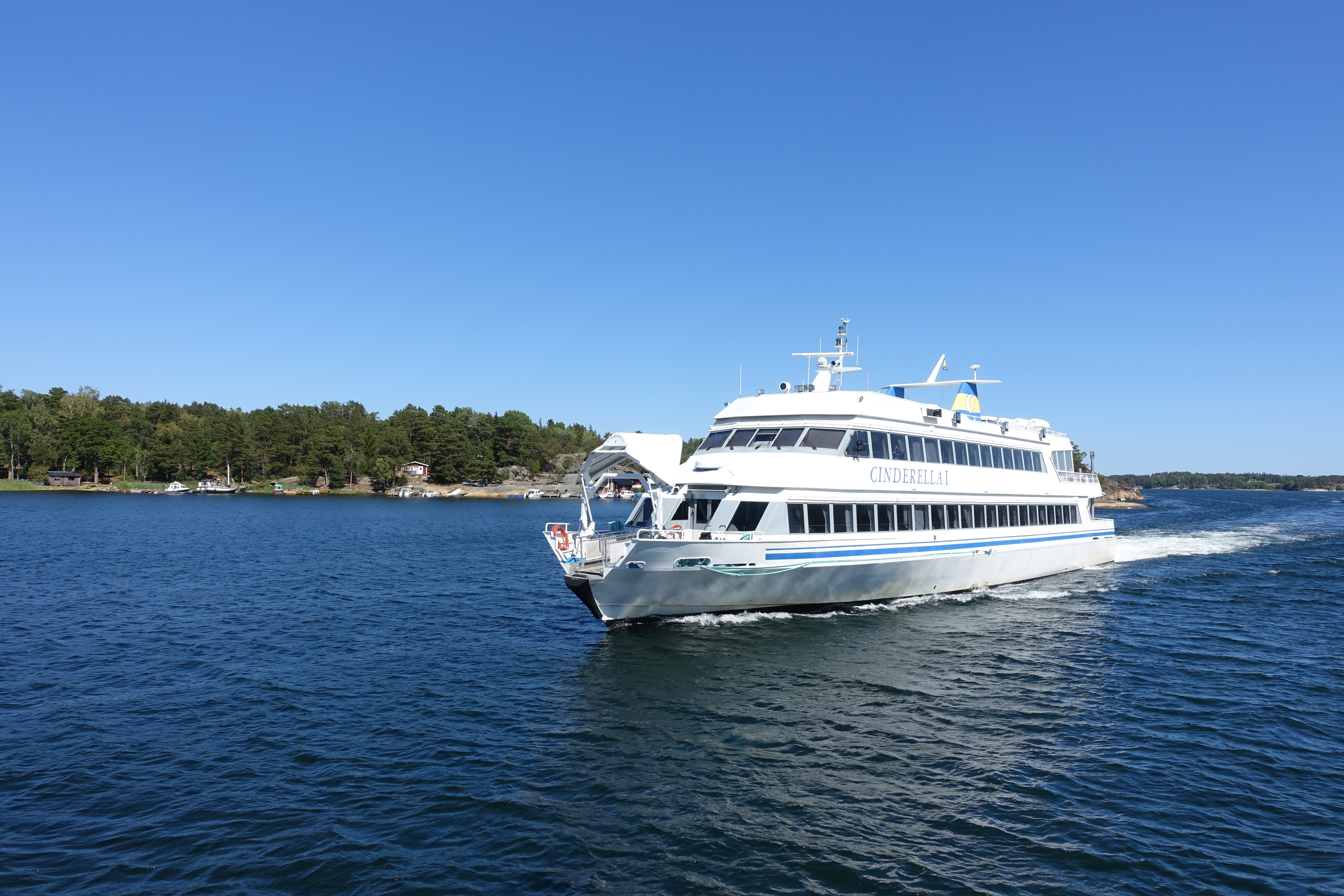
Le Cinderella arrive à Södra Ingmarsö.